# Darkstalkers 3
Darkstalkers 3, conosciuto in Giappone con il titolo Vampire Savior: The Lord of Vampire (ヴァンパイア セイヴァー?, Banpaia Seivā), è un videogioco arcade del 1997 pubblicato da Capcom. Sequel di Night Warriors: Darkstalkers' Revenge, è il terzo titolo della serie di picchiaduro a incontri Darkstalkers.
Originariamente il gioco doveva essere pubblicato con il titolo Darkstalkers: Jedah's Damnation negli Stati Uniti, ma il titolo fu scartato, rendendo Vampire Savior l'unico titolo nella serie a mantenere il proprio titolo originale al di fuori del Giappone.
Nel 1998 il videogioco ha ricevuto conversioni per PlayStation e Sega Saturn. Negli anni 2010 il gioco è stato distribuito tramite PlayStation Network e incluso nella raccolta Darkstalker: Resurrection.
La Capcom Fighting Collection del 2022, pubblicata su PlayStation 4, Xbox One, Nintendo Switch e Microsoft Windows, include Vampire Savior, Vampire Hunter 2 e Vampire Savior 2 per la prima volta a livello internazionale come voci separate, con le stesse funzionalità HD e funzionalità di gioco online di Darkstalkers Resurrection.

## Personaggi
Elenco personaggi giocabili, tra le parentesi tonde il nome originale:
- Demitri Maximoff
- Morrigan Aensland
- Felicia (Catwright)
- Hsien-Ko (Lei-Lei)
- Jon Talbain (Gallon)
- Victor Von Geldenheim
- Lord Raptor (Zabel Zarock)
- Anakaris
- Rikuo (Aulbath)
- Oboro Bishamon
- Sasquatch
- Huitzil (Phobos)
- Pyron
- Donovan Baine
- Baby Bonnie Hood (Bulleta)
- Queen Bee
- Lilith Aensland
- Jedah Domah

Personaggi nascosti
- Marionette
- Ghost